# John Scott (compositeur)
Pour les articles homonymes, voir John Scott et Scott.
John Scott est un compositeur et musicien britannique né le 1er novembre 1930 à Bristol au Royaume-Uni.

## Carrière
Au début des années 1960, sous le nom de Johnny Scott, il est d'abord un flûtiste et saxophoniste de jazz réputé.
Il commence sa carrière au sein du big band de Ted Heath puis travaille avec de nombreux musiciens et orchestres reconnus comme Woody Herman, le Royal Philharmonic Orchestra, Ravi Shankar, Nelson Riddle ou John Dankworth. Parallèlement, il dirige ses propres quintet, quartet et trio et travaille comme arrangeur.
Également très demandé comme musicien de studio, il travaille notamment avec les Beatles. On le retrouve aussi sur plusieurs bandes originales de films comme Goldfinger (1964), Répulsion de Roman Polanski en 1965, ou encore Charade (1963) et Arabesque (1966), toutes deux composées par Henry Mancini.
C'est au cours de sa collaboration avec Mancini que Scott décide d'orienter sa carrière vers la musique de films, composant la musique de plus de cent films et téléfilms.
Des années 1970 aux années 1990, il signe plusieurs bandes originales des œuvres de Jacques-Yves Cousteau.
Après une partition remarquée pour Sherlock Holmes contre Jack l'Éventreur (1965), il signe la fresque Antoine et Cléopâtre en 1972. C'est entre autres au début des années 1980 qu'il s'illustre avec les partitions de Nimitz, retour vers l'enfer 1980), La Partie de chasse (1985), Greystoke, la légende de Tarzan (1984).
À la télévision, il est connu comme le compositeur de Prisoner (en) dans les années 1980.
Il est chargé de la composition et de la direction d'orchestre de l'album Parc océanique Cousteau, la bande originale du parc océanique Cousteau interprétée par le The Royal Philharmonic Orchestra de Londres,.
Il signe encore plusieurs musiques pour des films tels Man on Fire d'Élie Chouraqui ou Randonnée pour un tueur en 1987.
John Scott est exerce également comme compositeur classique et chef d'orchestre. Il a dirigé plusieurs orchestres comme l'Orchestre philharmonique de Londres, l'Orchestre symphonique de Londres, l'Orchestre philharmonique royal, l'Orchestre symphonique de Munich, le Rundfunk-Sinfonieorchester Berlin, le Budapest Opera Orchestra, le Lubliana Radio Orchestra et le Prague Philharmonic.
Il est le directeur artistique de l'Orchestre symphonique d'Hollywood de 2006 à 2008.
Le 16 octobre 2013, John Scott reçoit un BASCA Gold Badge Award en reconnaissance de sa contribution à la musique.

## Filmographie

### Cinéma

#### Longs métrages
- 1964 : Charade de Stanley Donen (flute, saxophone)
- 1964 : Goldfinger de Guy Hamilton (premier saxophone)
- 1965 : Répulsion de Roman Polanski (saxophone ténor)
- 1965 : Sherlock Holmes contre Jack l'Éventreur (A Study in Terror) de James Hill
- 1966 : Doctor in Clover (en) de Ralph Thomas
- 1966 : Arabesque de Stanley Donen (flute, saxophone)
- 1967 : The Million Eyes of Sumuru (en) de Lindsay Shonteff
- 1967 : L'Étranger dans la maison (en) (Stranger in the House) de Pierre Rouve
- 1967 : The Violent Enemy (en) de Don Sharp
- 1967 : Girl Smugglers de Bob Kellett
- 1967 : Le Grand Départ vers la Lune (Rocket to the Moon) de Don Sharp
- 1967 : Les Turbans rouges (The Long Duel) de Ken Annakin
- 1967 : Le Cercle de sang (Berserk!) de Jim O'Connolly
- 1967 : The Hunch de Sarah Erulkar
- 1968 : Amsterdam Affair de Gerry O'Hara
- 1968 : Loving Feeling de Norman J. Warren
- 1968 : Her Private Hell de Norman J. Warren
- 1969 : Crooks and Coronets de Jim O'Connolly
- 1970 : L'Ange et le Démon (Twinky) de Richard Donner
- 1970 : L'Abominable Homme des cavernes (Trog) de Freddie Francis
- 1970 : Lisa's Folly de John Alderman
- 1971 : Réveil dans la terreur (Wake in Fright) de Ted Kotcheff
- 1971 : Girl Stroke Boy (en) de Bob Kellett
- 1971 : Irresistible de Hugh Hudson
- 1972 : The Jerusalem File de John Flynn
- 1972 : Antoine et Cléopâtre (Antony and Cleopatra) de Charlton Heston
- 1972 : Doomwatch de Peter Sasdy
- 1973 : La Torture (Hexen geschändet und zu Tode gequält) d'Adrian Hoven
- 1973 : Penny Gold de Jack Cardiff
- 1973 : Les Rapaces du Troisième Reich (England Made Me) de Peter Duffell
- 1974 : Un colt pour une corde (Billy Two Hats) de Ted Kotcheff
- 1974 : Les Symptômes (Symptoms) de José Ramón Larraz
- 1974 : Mystic Killer (Craze) de Freddie Francis
- 1974 : Les 'S' Pions (S*P*Y*S) de Irvin Kershner (version européenne)
- 1975 : Le Grand Défi (en) (Hennessy) de Don Sharp
- 1975 : Le Veinard de Christopher Miles
- 1976 : Esclave de Satan (Satan's Slave) de Norman J. Warren
- 1977 : Le Continent oublié (The People That Time Forgot) de Kevin Connor
- 1978 : Bloody Ivory de Simon Trevor
- 1979 : The Saint and the Brave Goose de Cyril Frankel
- 1979 : North Dallas Forty de Ted Kotcheff
- 1980 : Nimitz, retour vers l'enfer (The Final Countdown) de Don Taylor
- 1981 : Inseminoid de Norman J. Warren
- 1982 : Du grand large aux Grands Lacs (documentaire) de Jacques-Yves Cousteau
- 1983 : To the Ends of the Earth de William Kronick
- 1983 : Yor, le chasseur du futur (Il mondo di Yor) de Antonio Margheriti
- 1984 : Greystoke, la légende de Tarzan (Greystoke: The Legend of Tarzan, Lord of the Apes) de Hugh Hudson
- 1985 : La Partie de chasse (The Shooting Party), de Alan Bridges
- 1986 : Le Dénonciateur (The Whistle Blower) de Simon Langton
- 1986 : King Kong 2 (King Kong Lives) de John Guillermin
- 1987 : Man on Fire d'Élie Chouraqui
- 1988 : Dog Tags de Romano Scavolini
- 1988 : Randonnée pour un tueur (Shoot to Kill) de Roger Spottiswoode
- 1988 : Les Imposteurs (The Deceivers) de Nicholas Meyer
- 1989 : Winter People de Ted Kotcheff
- 1989 : Black Rainbow de Mike Hodges
- 1990 : Full Contact (Lionheart) de Sheldon Lettich
- 1990 : King of the Wind de Peter Duffell
- 1991 : Shogun Mayeda (ou "Kabuto") de Gordon Hessler
- 1991 : Devenir Colette de Danny Huston
- 1992 : Ruby de John Mackenzie
- 1992 : Homeboys de Lindsay Norgard
- 1993 : Der Fall Lucona de Jack Gold
- 1995 : Loin de la maison (Far from Home: The Adventures of Yellow Dog) de Phillip Borsos
- 1997 : Walking Thunder de Craig Clyde
- 1996 : Grand Nord (The North Star) de Nils Gaup (version européenne)
- 1997 : Les Nouvelles Aventures de Mowgli (The Second Jungle Book: Mowgli & Baloo) de Dee McLachlan
- 1998 : The Scarlet Tunic de Stuart St. Paul
- 1998 : Les Naufragés du Pacifique (The New Swiss Family Robinson) de Stewart Raffill
- 1999 : Shergar de Dennis C. Lewiston
- 1999 : The Long Road Home de Craig Clyde
- 2000 : Married 2 Malcolm de James Cellan Jones
- 2002 : L'Enfant et le loup (Time of the Wolf) de Rod Pridy
- 2003 : Petites coupures de Pascal Bonitzer
- 2003 : Les Baleines de l'Atlantide (documentaire) de Jean-Christophe Jeauffre
- 2003 : Expédition Jules Verne : À bord du trois-mâts Belem (documentaire) de Jean-Christophe Jeauffre
- 2003 : Cinq Mois Sur Les Mers de Jean-Christophe Jeauffre
- 2011 : The Wicker Tree de Robin Hardy
- 2012 : Sunner Night, Winter Moon de Xavier Koller
- 2014 : Margery Booth: The Spy in the Eagle's Nest de Xavier Koller

#### Courts métrages
- 1965 : Fragment de Norman J. Warren
- 1966 : Reflections On Love de Joe Massot
- 1971 : Conquista de Michael Syson
- 1979 : Living Planet (documentaire) de Dennis Moore
- 2010 : Heart Zero de Nathalie Vignes

### Télévision
- 1972 : Wild Dog in America
- 1977 : The Quinns de Daniel Petrie
- 1978 : Le Retour du Saint (Return of the Saint) (série TV)
- 1980 : The Assassination Run
- 1980 : La Tour Eiffel en otage (The Hostage Tower) de Claudio Guzman
- 1986 : Mountbatten, le dernier vice-roi (Lord Mountbatten: The Last Viceroy) (feuilleton TV) de Tom Clegg
- 1986 : Harem de William Hale
- 1989 : Ending Up de Peter Sasdy
- 1989 : Red King, White Knight de Geoff Murphy
- 1990 : Blood Royal: William the Conqueror de Peter Jefferies
- 1992 : Witchcraft de Peter Sasdy
- 1995 : Night Watch de David Jackson
- 1996 : Deadly Voyage de John Mackenzie
- 1997 : 20,000 Leagues Under the Sea de Michael Anderson
- 1997 : The Mill on the Floss de Graham Theakston
- 1998 : Married 2 Malcolm de James Cellan Jones
- 2001 : La Dernière rivale (Diamond Hunters) de Dennis Berry
- 2005 : Skeleton Crew (série TV)

## Récompenses et nominations

### Récompenses
- 1978 : New York Emmy Awards (en), œuvre individuelle exceptionnelle, musique originale pour Little Vic
- 1981 : Festival Internacional de Cine de Madrid (es), meilleur compositeur de musique pour Inseminoid
- 1986 : News & Documentary Emmy Awards (en) réalisation individuelle exceptionnelle dans la programmation d'actualités et de documentaires, musique pour À la redécouverte du monde 1, épisode Cape Horn, Waters of the Wind
- 2013 : BASCA Gold Badge Awards

## Anecdotes
Le thème musical écrit pour Randonnée pour un tueur de Roger Spottiswoode figure à la fin du film de John Mac Tiernan  Piège de cristal sans pour autant être crédité lors de sa sortie en France en septembre 1988, bien qu'il ait été écrit à l'origine pour le film d'Elie Chouraqui Man on fire sorti en 1987.[réf. nécessaire]